# Bye, Bye, Baby (Baby Goodbye)
«Bye, Bye, Baby (Baby Goodbye)» es una canción interpretada por la banda estadounidense The Four Seasons. Fue escrita por Bob Crewe y Bob Gaudio, y se publicó como sencillo en enero de 1965 a través de Philips Records. En la edición original del sencillo, el título era «Bye Bye Baby»; en el álbum The 4 Seasons Entertain You (y números posteriores de la canción), el nombre se cambió a un nombre más largo y familiar.

## Posicionamiento
| Gráfica (1965)                     | Pico de posición |
| ---------------------------------- | ---------------- |
| Canadá (RPM Top Singles)           | 1                |
| Estados Unidos (Billboard Hot 100) | 12               |
| Estados Unidos (Cashbox Top 100)   | 10               |

## Versión de Bay City Rollers
Una versión de la canción de Bay City Rollers vendió un millón de copias y alcanzó el número 1 en la lista de sencillos del Reino Unido durante seis semanas a partir de marzo de 1975. Terminó el año como el sencillo más vendido en el Reino Unido.

### Posicionamiento

#### Gráfica semanal
| Gráfica (1975)                          | Pico de posición |
| --------------------------------------- | ---------------- |
| Alemania (Official German Charts)       | 10               |
| Australia (Kent Music Report)           | 1                |
| Austria (Ö3 Austria Top 40)             | 13               |
| Bélgica (Flandes) (Ultratop 50 Singles) | 15               |
| Bélgica (Valonia) (Ultratop 50 Singles) | 38               |
| Irlanda (Irish Singles Chart)           | 1                |
| Nueva Zelanda (Recorded Music NZ)       | 32               |
| Noruega (VG-lista)                      | 7                |
| Países Bajos (Single Top 100)           | 11               |
| Reino Unido (UK Singles Chart)          | 1                |
| Sudáfrica (Springbok Radio)             | 6                |

#### Gráfica de fin de año
| Gráfica (1975)                 | Pico de posición |
| ------------------------------ | ---------------- |
| Australia (Kent Music Report)  | 12               |
| Reino Unido (UK Singles Chart) | 1                |

### Certificaciones y ventas
| País              | Certificación | Ventas  |
| ----------------- | ------------- | ------- |
| Reino Unido (BPI) | Oro           | 500,000 |

## Otras versiones
- La banda británica The Symbols lanzó una versión de la canción en 1967 que alcanzó el puesto #44 en la lista de sencillos del Reino Unido.[21]
- El dúo japonés Pink Lady lanzó una versión de la canción en su álbum debut Pepper Keibu (1977).[22]